# Kratié
Kratié (khmeră ក្រចេះ) este un oraș din Cambodgia.

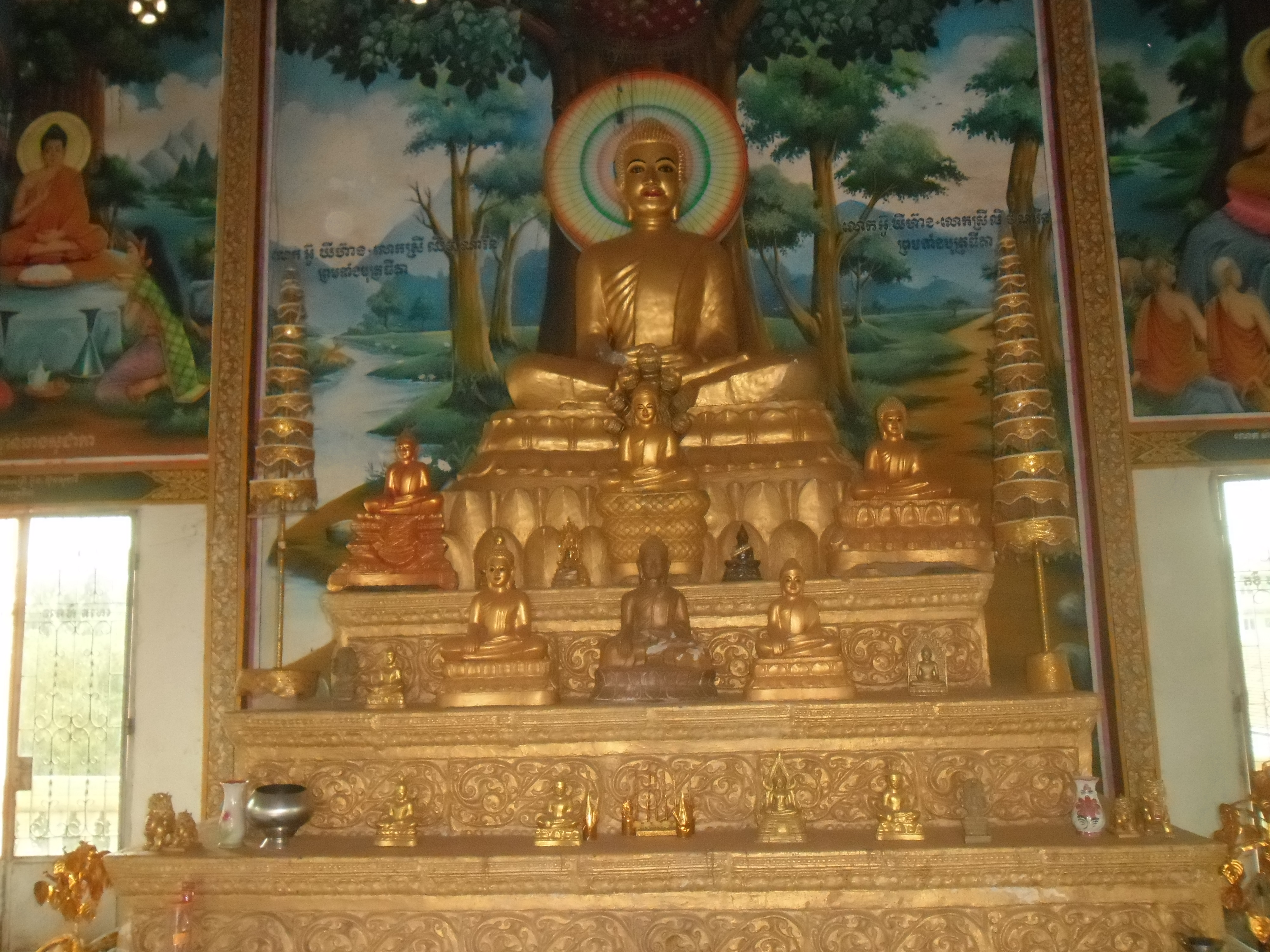
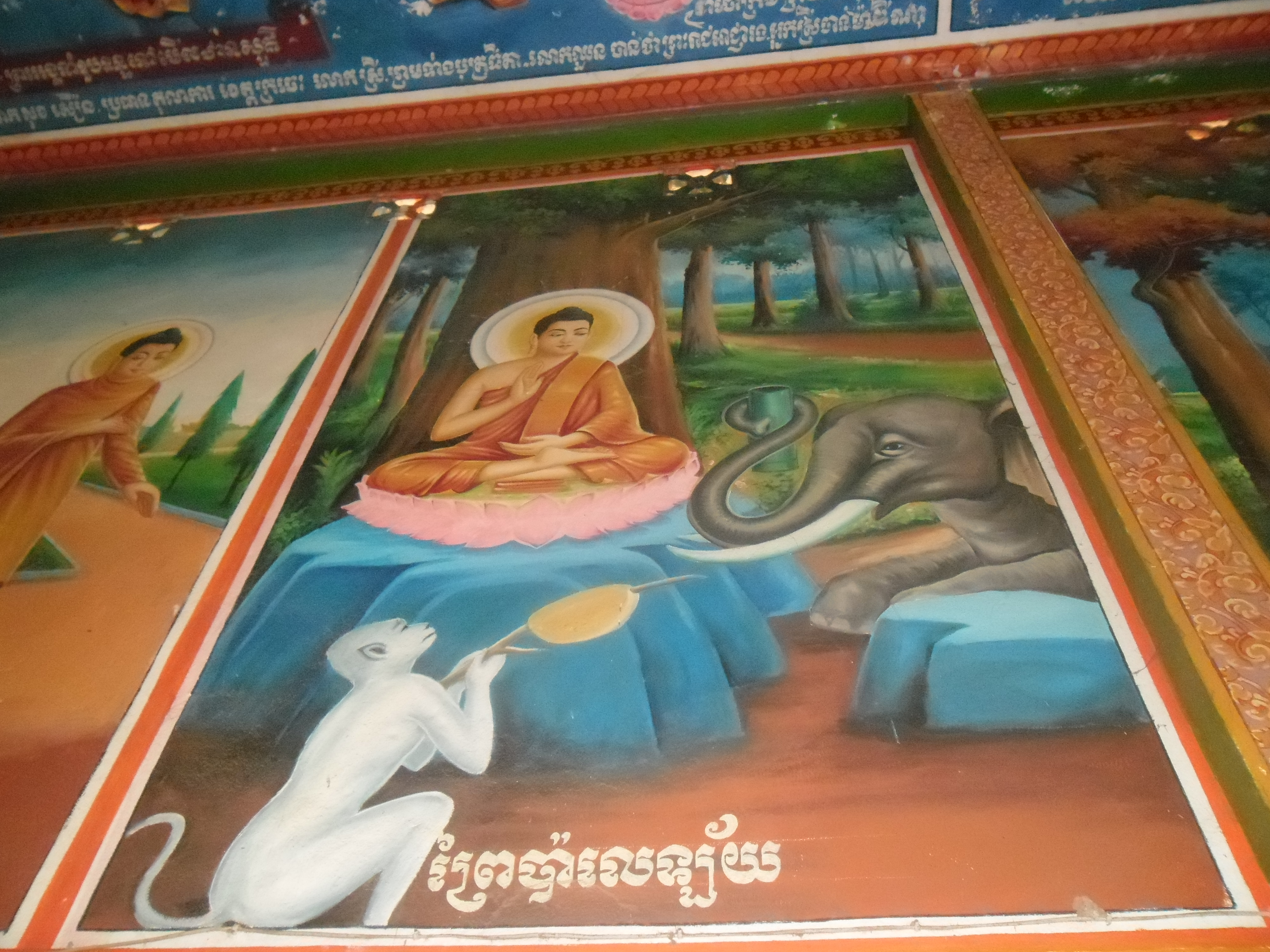
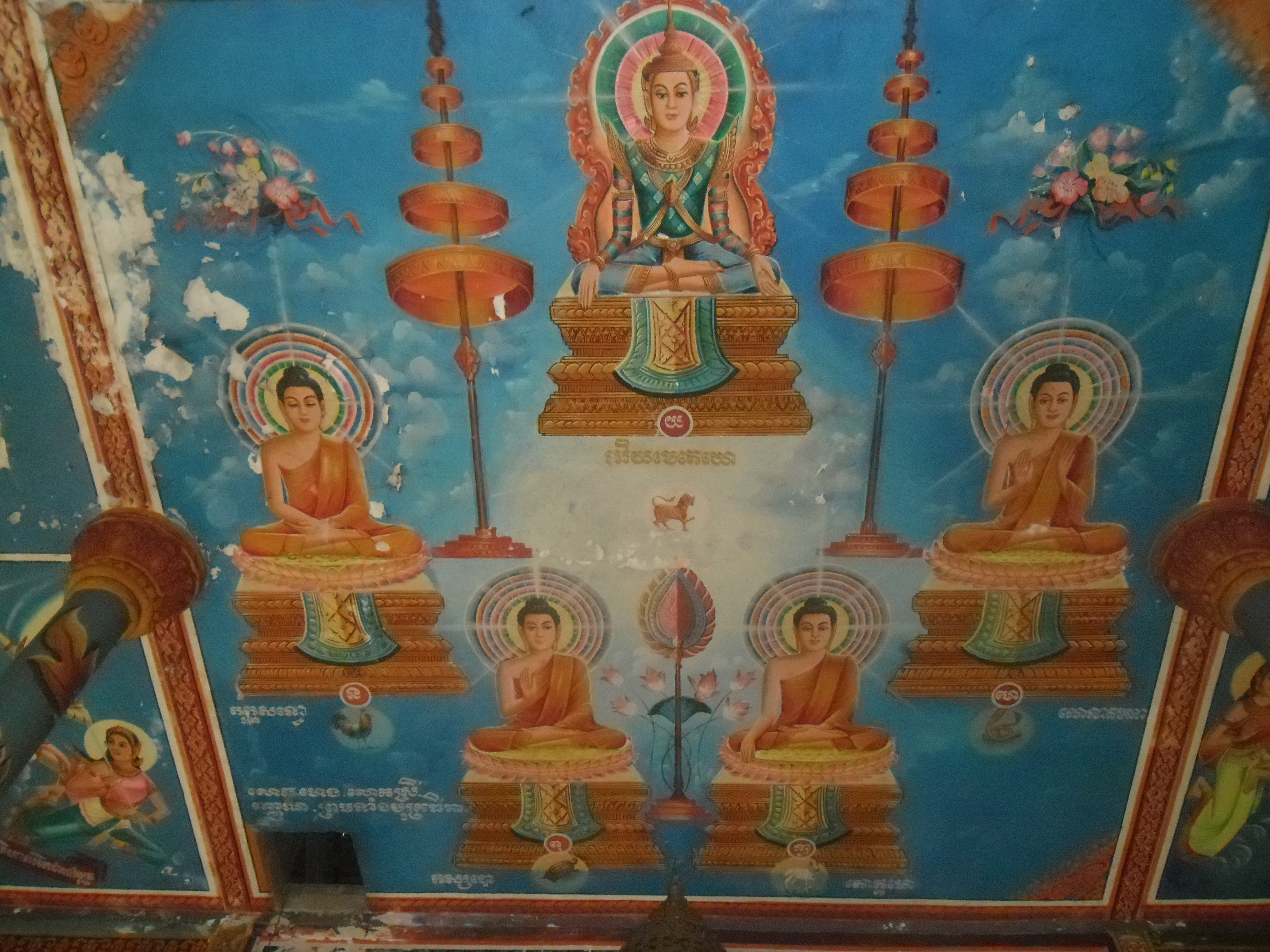
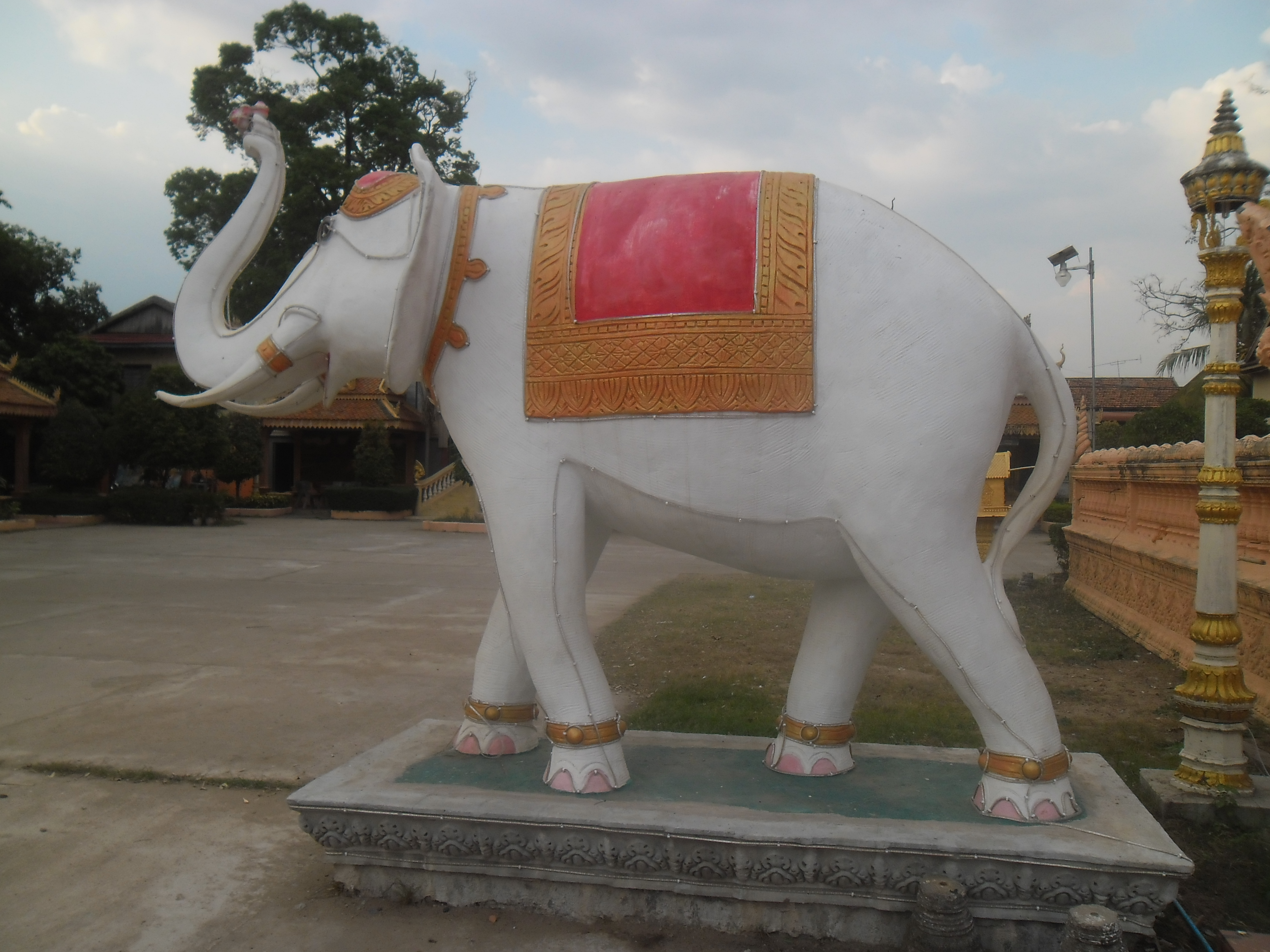
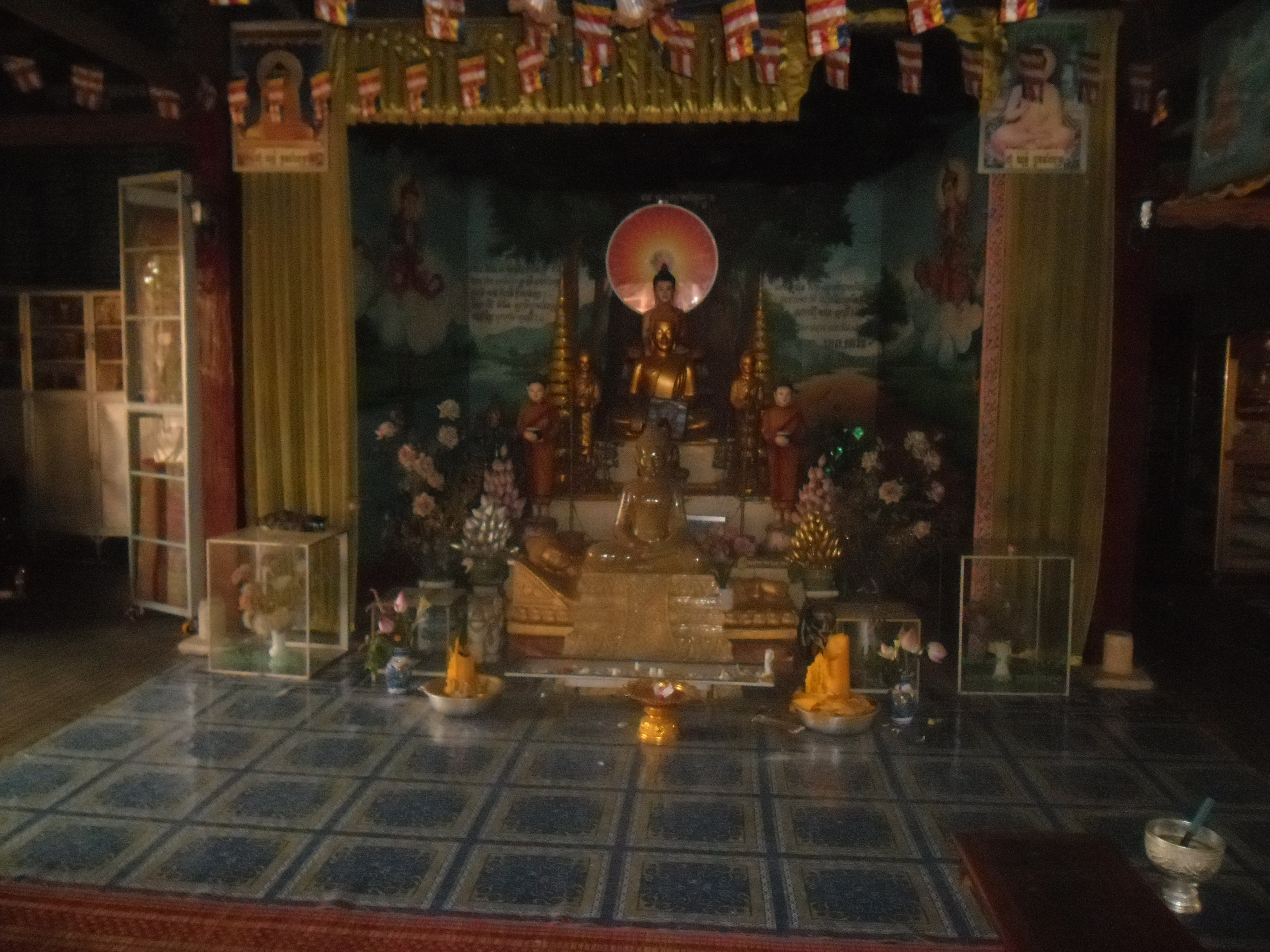
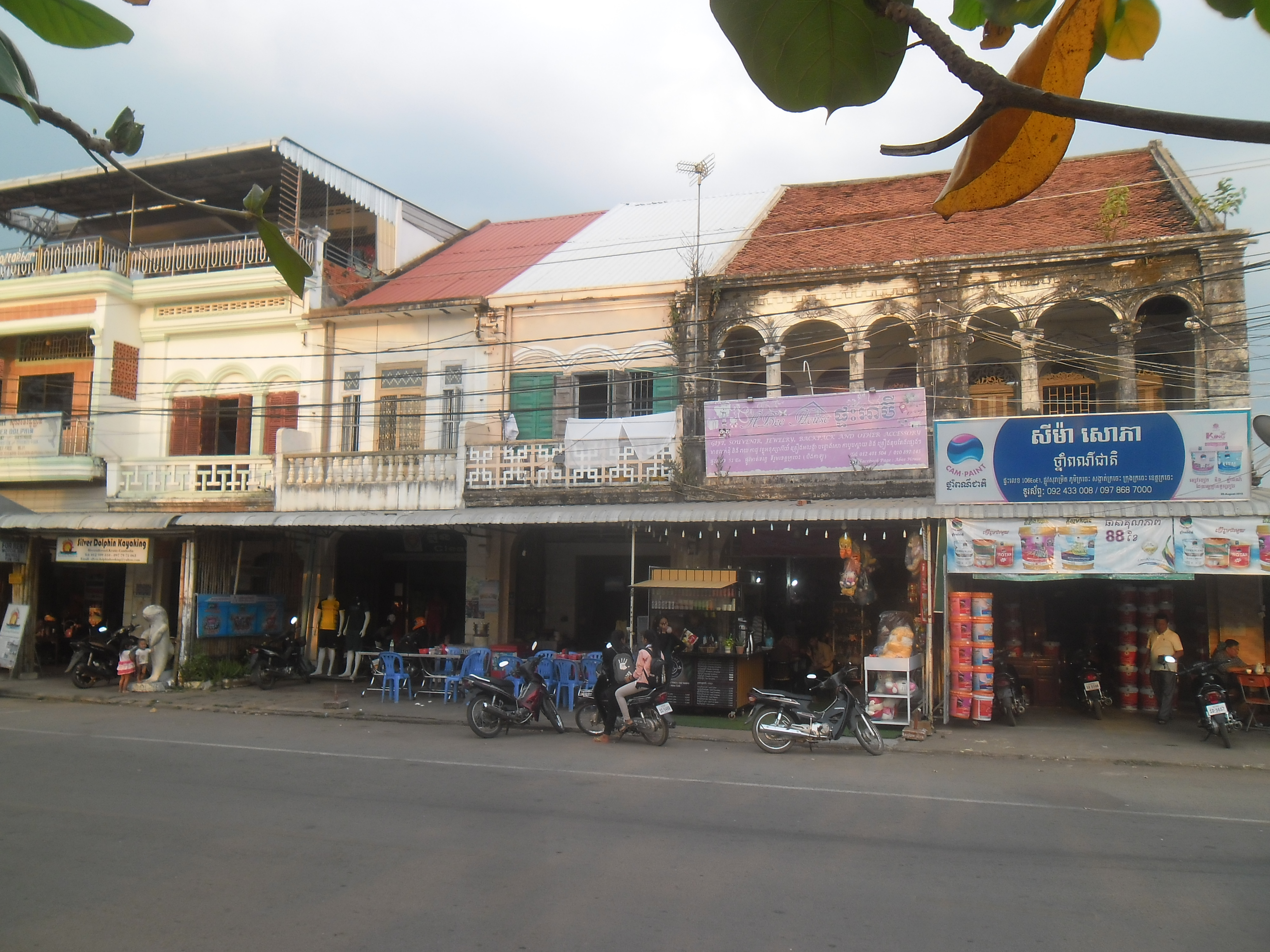
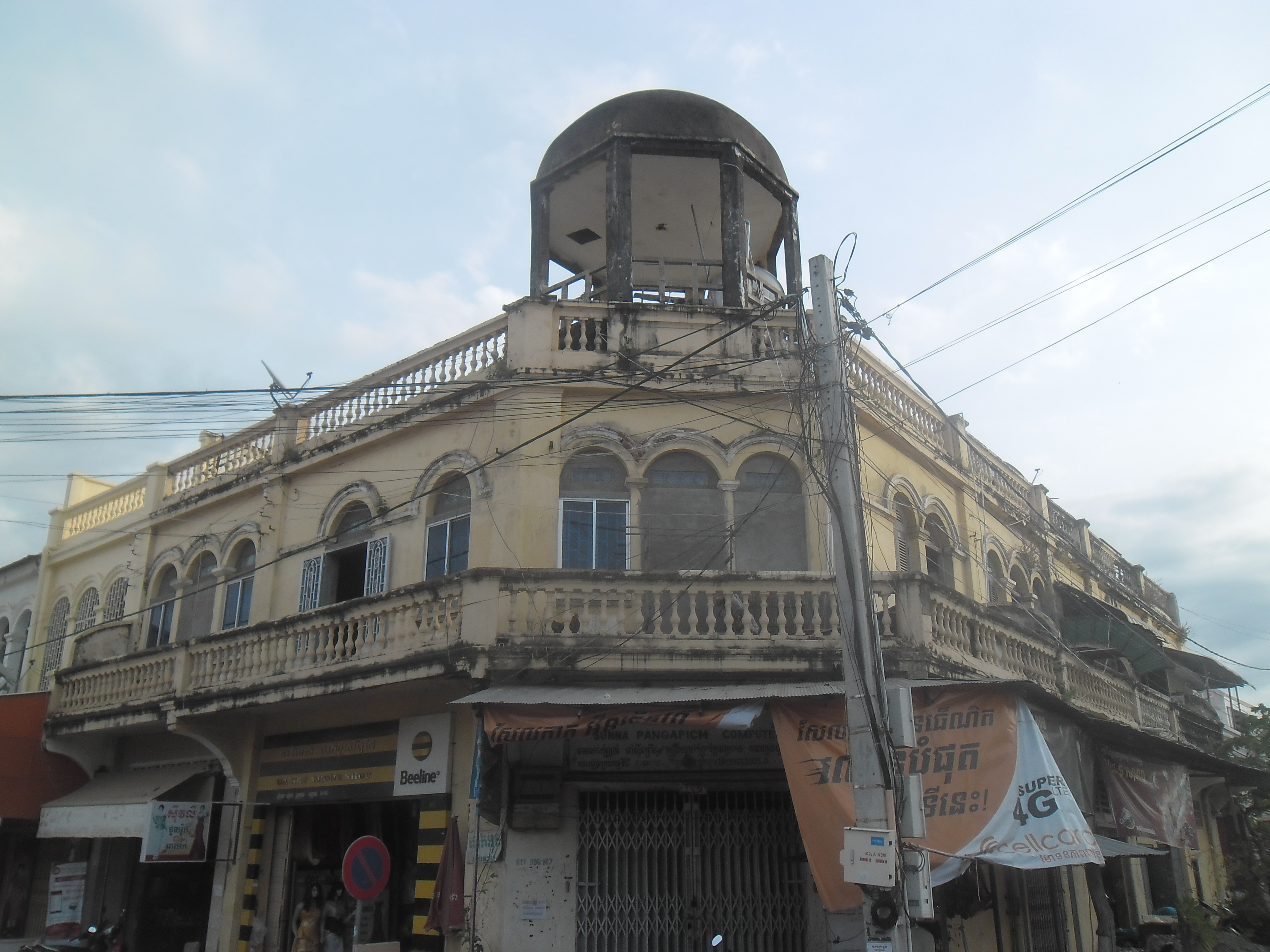
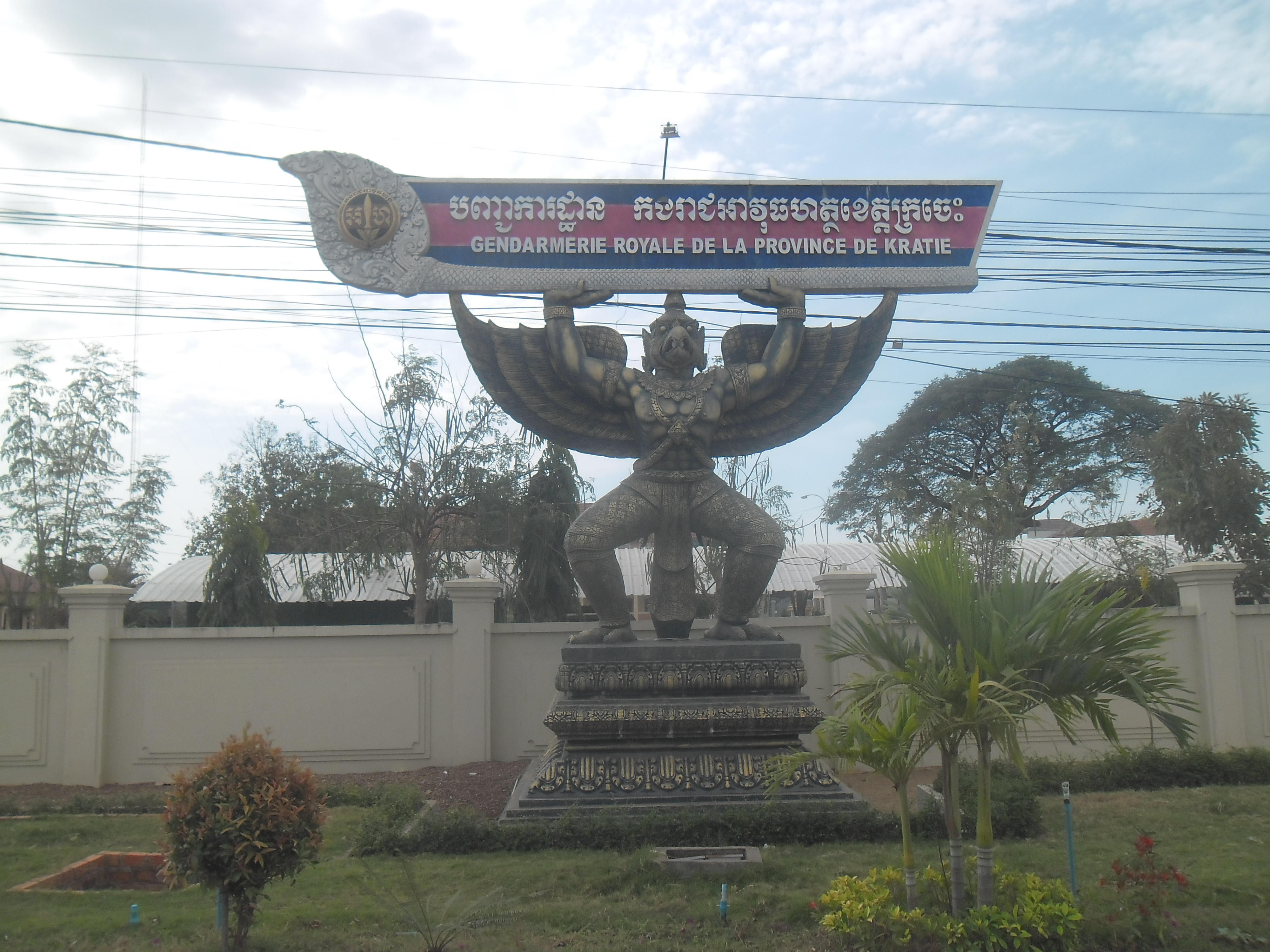
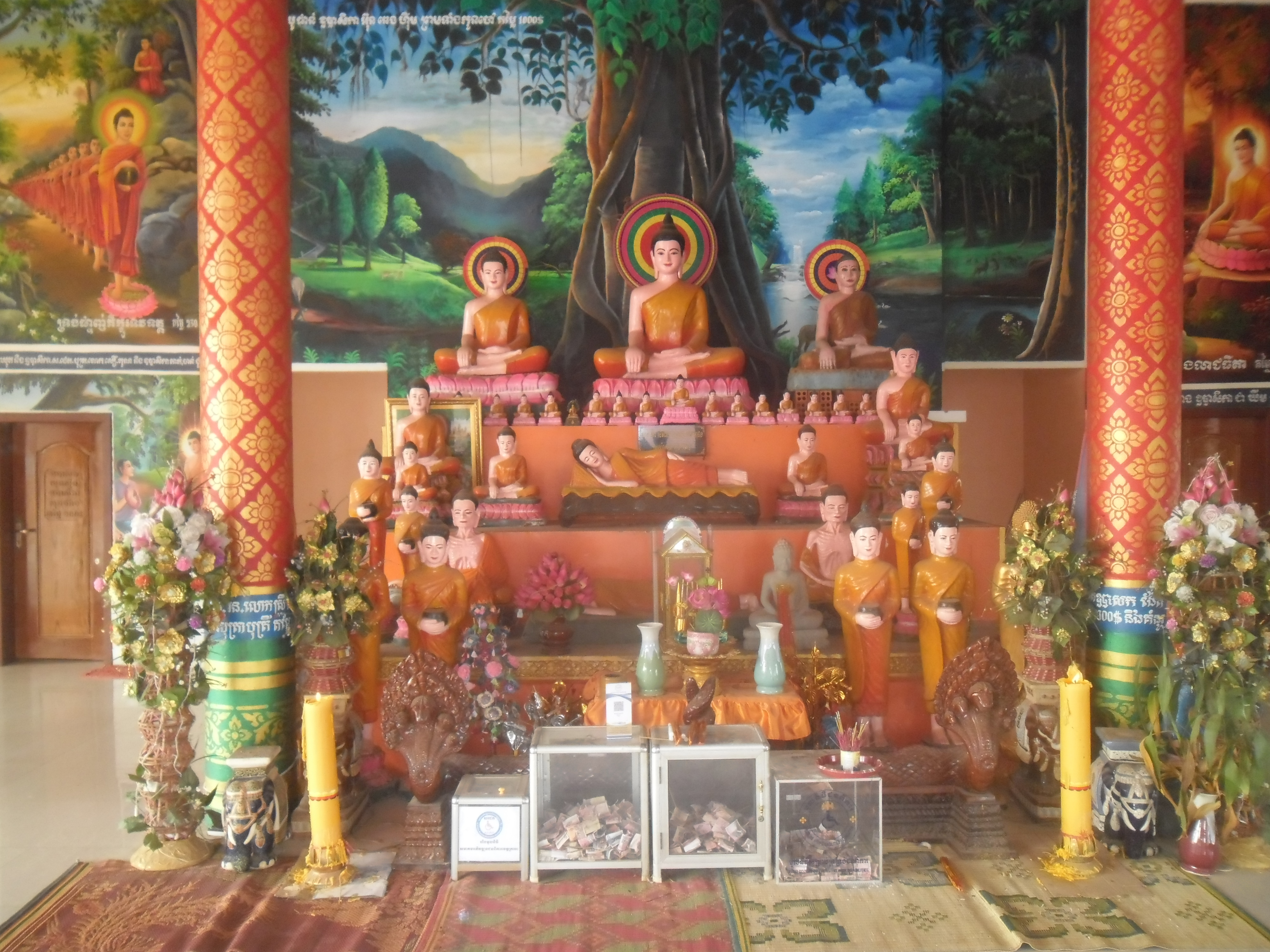
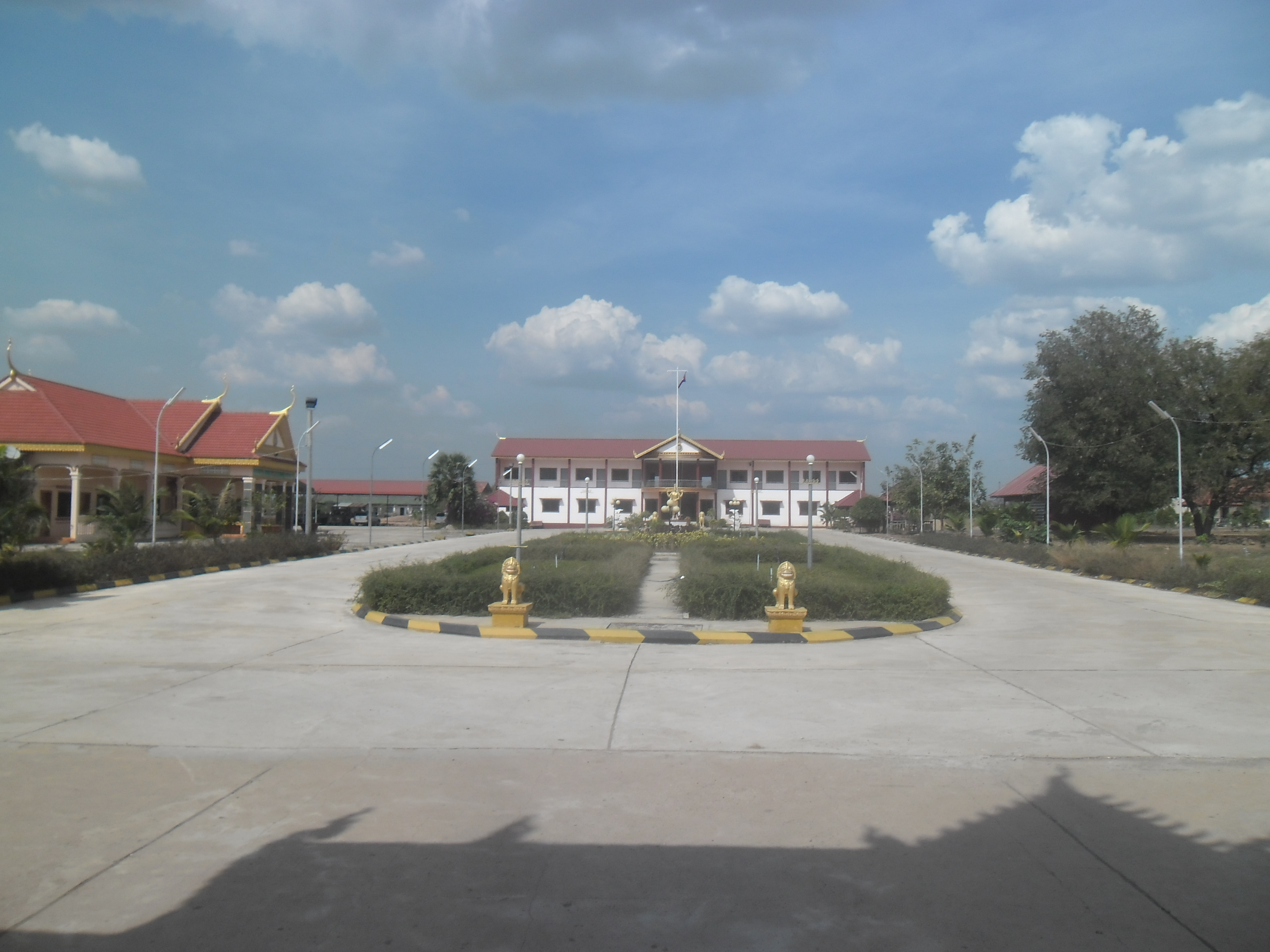